# 桑丕勒·扎兰阿扎布
桑丕勒·扎兰阿扎布（羅馬化：Sampilyn Jalan-Aajav，1923年6月18日—2007年），蒙古族，蒙古国扎布汗省扎布赫兰县人，蒙古人民共和国政治人物。

## 生平
扎兰阿扎布生于扎布汗省扎布赫兰县（即乌里雅苏台苏木）。1937年至1939年，在石灰石采石场（Tokhoi Tsagaan Bulag limestone quarry）工作。此后他被送入中央党和国家学校学习。后来，他进入蒙古人民革命党中央委员会党的干部高级学校学习，直至1943年。从1951年至1956年，他在苏联学习，获得法学学位。此后，他又于1967年获得更高的学位。从1943年到1951年，扎兰阿扎布先后在高级党校担任讲师、副校長。1956年至1958年，他又重返高级党校担任校长。此后，他被任命为蒙古人民革命党中央委员会党宣传及文化部部长，1959年出任蒙古人民共和国检察长。1960年起，出任部长会议法律委员会主席。1964年至1971年，担任国家信息及广播委员会（不久更名为国家信息、无线电及电视委员会）主席。
1966年起，扎兰阿扎布代表蒙古人民革命党当选大人民呼拉尔成员，其间分别代表不同选区：巴彦洪戈尔省99选区（1966年至1969年）、扎布汗省173选区（1969年至1973年）、巴彦洪戈尔省120选区（1973年至1977年）、肯特省326选区（1977年至1981年）、戈壁阿尔泰省167选区（1981年起）。此外，自1977年起，扎兰阿扎布担任大人民呼拉尔主席团副主席。1961年起，担任蒙古人民革命党中央委员会候补委员，1971年晋升为委员，并担任政治局候补委员、中央委员会书记，后于1973年4月升为政治局委员，从而成为排在尤睦佳·泽登巴尔之后的第二号党和国家领导人。
1983年7月，扎兰阿扎布被突然解除全部职务。但直到1984年2月，蒙古人民革命党机关刊物《党的生活》（Namyn Amidral）才刊登了相关通告，内称扎兰阿扎布为“反党分子”，据称已经酝酿了20年“邪恶的阴谋”，准备在朝克特奥其尔·洛呼兹、巴勒丹道尔吉·宁布、班地·苏尔玛扎布的帮助下以及达拉姆·图木尔奥其尔（已于1983年11月被免职，并被称为“哈巴狗和献媚者”）的支持下推翻泽登巴尔。扎兰阿扎布被以“破坏党的团结”的罪名开除出党。但他的被逐看来同泽登巴尔在领导层“铲除杂草”的战役相矛盾，直到泽登巴尔自己于1984年下台前，该战役开除了巴扎尔·锡林迪布（Bazaryn Shirendev）以及其他有突出个性的人物。扎兰阿扎布被流放到扎布汗省阿勒达尔汗县（Aldarkhaan）。1990年代后期，扎兰阿扎布曾在公众场合偶尔露面，随后在蒙古国立大学法学院获得了一个教职。2001年12月，他获得了荣誉律师称号。
2007年2月，扎兰阿扎布逝世。